# Ángeles Maestro Martín
Ángeles Maestro Martín (coneguda com a Nines Maestro) és una política espanyola nascuda el 6 de febrer de 1952 a Medina del Campo (Valladolid), és llicenciada en Medicina i Cirurgia per la Universitat Autònoma de Madrid.

## Biografia
Militant del Partit Comunista d'Espanya (PCE) des de 1971, a les eleccions municipals espanyoles de 1979 va ser escollida regidora de Talavera de la Reina (Toledo), i a les eleccions generals espanyoles de 1989 diputada en el Congrés per Izquierda Unida, reelegida en 1993 i 1996.
Va ser una de les fundadores d'IU, sent des del primer moment membre del Consell Polític Federal i de la Presidència Executiva. Dins de la mateixa es va situar en la seva ala esquerra, com a dirigent de tendències com a Plataforma d'Esquerres o Corriente Roja. En el PCE, va formar part de la seva Secretaria de Relacions Internacionals, del Comitè Federal i del Comitè Executiu.
El novembre de 1996 va ser membre del Tribunal Internacional per Crims Contra la Humanitat Comesos pel Consell de Seguretat de Nacions Unides a l'Iraq, iniciativa cívica d'intel·lectuals, polítics i professionals del Dret contraris a les tràgiques conseqüències de l'embargament sobre la població civil del país mesopotàmic.
Va deixar de formar part d'Izquierda Unida quan Corriente Roja va abandonar la coalició al juny de 2004, reincorporant-se al seu lloc com a metge al Servei Madrileny de Salut. Va abandonar el PCE després del XVII Congrés (juny de 2005), després de rebutjar aquest la proposta de Corriente Roja que el PCE abandonés IU. Actualment, després que el trotskista PRT assolís el control de les sigles de Corriente Roja convertint-la en la secció espanyola de la LIT-CI, Ángeles Maestro és la principal dirigent de l'organització Red Roja, que aspira a recuperar el projecte original de CR amb quadres polítics netament comunistes.
Maestro en diverses ocasions va mostrar públicament la seva proximitat a l'esquerra abertzale, demanant el vot pel Partit Comunista de les Terres Basques o participant en actes de Batasuna. A les eleccions al Parlament Europeu de 2009 fou candidata a les llistes d'Iniciativa Internacionalista - La Solidaritat entre els Pobles.
El desembre de 2017 va participar en la campanya electoral de la CUP.